# Charles-Louis Hanssens
Pour les articles homonymes, voir Hanssens.
Charles-Louis Hanssens, né à Gand le 12 juillet 1802 et mort à Bruxelles le 8 avril 1871, est un compositeur belge.

## Biographie
Neveu de Charles-Louis-Joseph Hanssens, il fut, dès l'âge de dix ans, deuxième violoncelle au Théâtre national d'Amsterdam. En 1822, il en devint le chef d'orchestre attitré. En 1824, il se rendit à Bruxelles où il s'installa après quelques séjours en Hollande, à Gand et à Paris. C'est en 1848 qu'il reçut le poste de directeur musical du Théâtre de la Monnaie.  C'est vers 1850 que Charles-Louis Hanssens entre en contact avec Richard Wagner et qu'il envisage de donner Lohengrin à Bruxelles. L'entreprise se concrétisera en 1870 et marquera l'engouement des compositeurs belges pour la « musique de l'avenir ». 
Selon François-Joseph Fétis, sa « conscience inflexible ne transige point avec les fantaisies de la mode ».

## Œuvres
Il composa 8 opéras, dont Le siège de Calais (1861) et Marie de Brabant, 15 ballets, de la musique chorale, un Requiem (1837), de la musique symphonique, concertante et de chambre. Il était peu soucieux de faire éditer ses œuvres. Il créa également une caisse de pension, « l'Association des Artistes-musiciens ». 
Il reçut son initiation à la franc-maçonnerie à la loge gantoise de « La Félicité Bienfaisante ». Puis, en 1862, il rejoignit « Les vrais amis de l'union et du progrès réunis » à Bruxelles.
Il composa deux œuvres maçonniques :
- une cantate (1845) en hommage à Eugène Defacqz.
- la cantate (1866) pour l'hommage funèbre à Léopold Ier de Belgique, intitulée  Aux Mânes d'un Frère qui fut Roi.

## Sources
- Biographie universelle des musiciens et biographie générale de la musique lire en ligne sur Gallica